# Hassan al-Nouri
Hassan Abdullah al-Nouri (n. Damasco, Siria, República Árabe Unida, 9 de febrero de 1960) es un hombre de negocios y político sirio. Fue ministro del gobierno de Bashar al-Ásad y posteriormente líder del partido Iniciativa Nacional para la Administración y el Cambio de Siria o (NIACS) en las elecciones presidenciales de 2014, en las que compitió contra el mandatario, quedando en segundo lugar con el 4.3% de los votos.
Medios de comunicación sirios afirmaron que al-Nouri logró un doctorado de la Universidad Kennedy en California, Estados Unidos, aunque se desestimó esta información, alegando que el diploma lo adquirió en la Universidad Kennedy-Occidental, una fábrica de diplomas que fue cerrada en 2009.